# Campeonato Capixaba de Futebol de 2019
O Campeonato Capixaba de Futebol de 2019 foi uma competição com organização da Federação de Futebol do Estado do Espírito Santo (FES) no que concerne às duas divisões estaduais. A Série A iniciou-se em 31 de janeiro e a Série B em 6 de abril. Com término em 27 de abril (Série A) e 8 de junho (Série B).

## Série A
A fórmula de disputa foi diferente dos últimos dois anos. Na Primeira Fase, os dez participantes jogam entre si em turno único, com os oito melhores avançando às Quartas de Final. Cinco times foram definidos por meio de um sorteio e fizeram cinco jogos com o mando de campo (Estrela do Norte, Rio Branco-ES, Vitória-ES, Serra e Tupy), os demais fizeram apenas quatro jogos com o mando. A Fase Final foi disputada em sistema de mata-mata, onde os clubes se enfrentaram em cruzamento olímpico com jogos de ida e volta, até as Finais. Os times com melhores campanhas na Primeira Fase tiveram o mando de campo nos jogos de volta da Fase Final. O campeão ganhou o direito de disputar a Copa do Brasil de 2020 e a Série D de 2020. As duas últimas equipes na Primeira Fase foram rebaixadas à Série B de 2020.

### Participantes
| Clube                  | Cidade                  | Temporada 2018 | Estádio                       | Capacidade  | Títulos (último) |
| ---------------------- | ----------------------- | -------------- | ----------------------------- | ----------- | ---------------- |
| Atlético Itapemirim    | Itapemirim              | 5º da Série A  | Sumaré[a]                     | 6 000       | 1 (2017)         |
| Castelo                | Castelo                 | 4º da Série B  | Emílio Nemer Olímpio Perim[b] | 2 000 2 100 | 0 (não possui)   |
| Desportiva Ferroviária | Cariacica               | 6º da Série A  | Engenheiro Araripe            | 7 700       | 18 (2016)        |
| Estrela do Norte       | Cachoeiro de Itapemirim | 2º da Série B  | Sumaré                        | 6 000       | 1 (2014)         |
| Real Noroeste          | Águia Branca            | 2º da Série A  | José Olímpio da Rocha         | 5 281       | 0 (não possui)   |
| Rio Branco-ES          | Vitória                 | 1º da Série B  | Kleber Andrade                | 21 000      | 37 (2015)        |
| Rio Branco VN          | Venda Nova do Imigrante | 3º da Série A  | Olímpio Perim                 | 2 100       | 0 (não possui)   |
| Serra                  | Serra                   | 1º da Série A  | Robertão                      | 2 000       | 6 (2018)         |
| Tupy                   | Vila Velha              | 8º da Série A  | Engenheiro Araripe[c]         | 7 700       | 0 (não possui)   |
| Vitória-ES             | Vitória                 | 7º da Série A  | Salvador Costa                | 3 000       | 9 (2006)         |

Notas:

- a. ^  O Atlético Itapemirim mandou seus jogos no Sumaré, em Cachoeiro de Itapemirim.
- b. ^  O Castelo mandou dois jogos no Olímpio Perim, em Venda Nova do Imigrante.[11]
- c. ^  O Tupy mandou seus jogos no Engenheiro Araripe, em Cariacica.

### Final
Jogos de ida
| Sábado, 20 de abril | Vitória-ES       | 1 – 1     | Real Noroeste     | Estádio Kleber Andrade, Cariacica                            |
| 16:00               | Carlos Vitor 81' | Relatório | 61' Iuri Pimentel | Público: 816 Renda: R$ 19.060,00 Árbitro: ES Maicon da Silva |

Jogos de volta
| Sábado, 27 de abril | Real Noroeste     | 1 – 1     | Vitória-ES | Estádio José Olímpio da Rocha, Águia Branca                       |
| 16:00               | Vitinho Costa 26' | Relatório | 9' Thiago  | Público: 2 442 Renda: R$ 47.460,00 Árbitro: ES Dyorgines Padovani |

|                                                     |       | Penalidades                 |  |
| Leandro Teixeira Vitinho Costa Geisandro Léo Lisboa | 2 – 4 | Tabata Diogo Thiago Vitinho |  |

### Premiação
| Campeonato Capixaba de 2019     |
| Vitória                         |
| ------------------------------- |
| VITÓRIA-ES Campeão (10° título) |

## Série B
A fórmula de disputa foi a mesma das últimas duas edições. Na Primeira Fase, os seis participantes jogaram entre si em dois turnos, com os quatro melhores avançando às Semifinais, que foi disputadas em partidas de ida e volta (1º x 4º e 2º x 3º). Os vencedores garantiram o acesso à Série A de 2020 e decidiram o título também em partidas de ida e volta.

### Participantes
| Clube             | Cidade     | Temporada 2018 | Estádio                                 | Capacidade  | Títulos (último) |
| ----------------- | ---------- | -------------- | --------------------------------------- | ----------- | ---------------- |
| CTE               | Colatina   | Não participou | Justiniano de Mello e Silva             | 2 600       | 1 (2002*)        |
| Linhares          | Linhares   | Não participou | Justiniano de Mello e Silva[a] Sernamby | 2 600 4 500 | 0 (não possui)   |
| Pinheiros-ES      | Pinheiros  | Não participou | Sernamby[b] Zenor Pedrosa Rocha         | 4 500 2 000 | 0 (não possui)   |
| São Mateus        | São Mateus | 10º da Série A | Sernamby                                | 4 500       | 2 (2008)         |
| Sport Colatinense | Colatina   | 5º da Série B  | Justiniano de Mello e Silva             | 2 600       | 1 (2014**)       |
| Vilavelhense      | Vila Velha | 6º da Série B  | Toca do Índio                           | 1 000       | 1 (2003)         |

Notas:

- * Títulos conquistados como CTE Colatina.
- **  Título conquistado representando a cidade de Domingos Martins.
- a. ^  O Linhares mandou seus jogos no Justiniano de Mello e Silva em Colatina e no Sernamby em São Mateus.
- b. ^  O Pinheiros-ES mandou seus jogos no Sernamby em São Mateus e no Zenor Pedrosa Rocha em Nova Venécia.

### Final
Jogo de ida
| Sábado, 1º de junho | Linhares | 0 – 1     | São Mateus | Estádio Sernamby, São Mateus                                    |
| 15:00               |          | Relatório | 85' Bombom | Público: 636 Renda: R$ 8.870,00 Árbitro: ES Arthur Gomes Rabelo |

Jogo de volta
| Sábado, 8 de junho | São Mateus | 1 – 2     | Linhares                | Estádio Sernamby, São Mateus                   |
| 15:00              | Bombom 77' | Relatório | 25' Wendy · 47' Clifton | Renda: R$ Árbitro: ES Davi de Oliveira Lacerda |

|                                            |       | Penalidades                      |  |
| Marquinhos Simião Jonata Pé de Pato Gullyt | 4 – 2 | Wendy Wesley Clifton João Marcos |  |

### Premiação
| Campeonato Capixaba de 2019 - Série B |
| ------------------------------------- |
| São Mateus Campeão (3° título)        |